# PEHA
PEHA byla slovenská hudební skupina, která vznikla v roce 1997 v Prešově. Texty pro skupinu psal, až na výjimky, Vlado Krausz. Zpěvačkou, spoluautorkou a autorkou hudby kapely byla Katarína Knechtová. Manažer skupiny Petr Tureček působil ve skupině Peha v letech 2003 – 2008.

## Historie

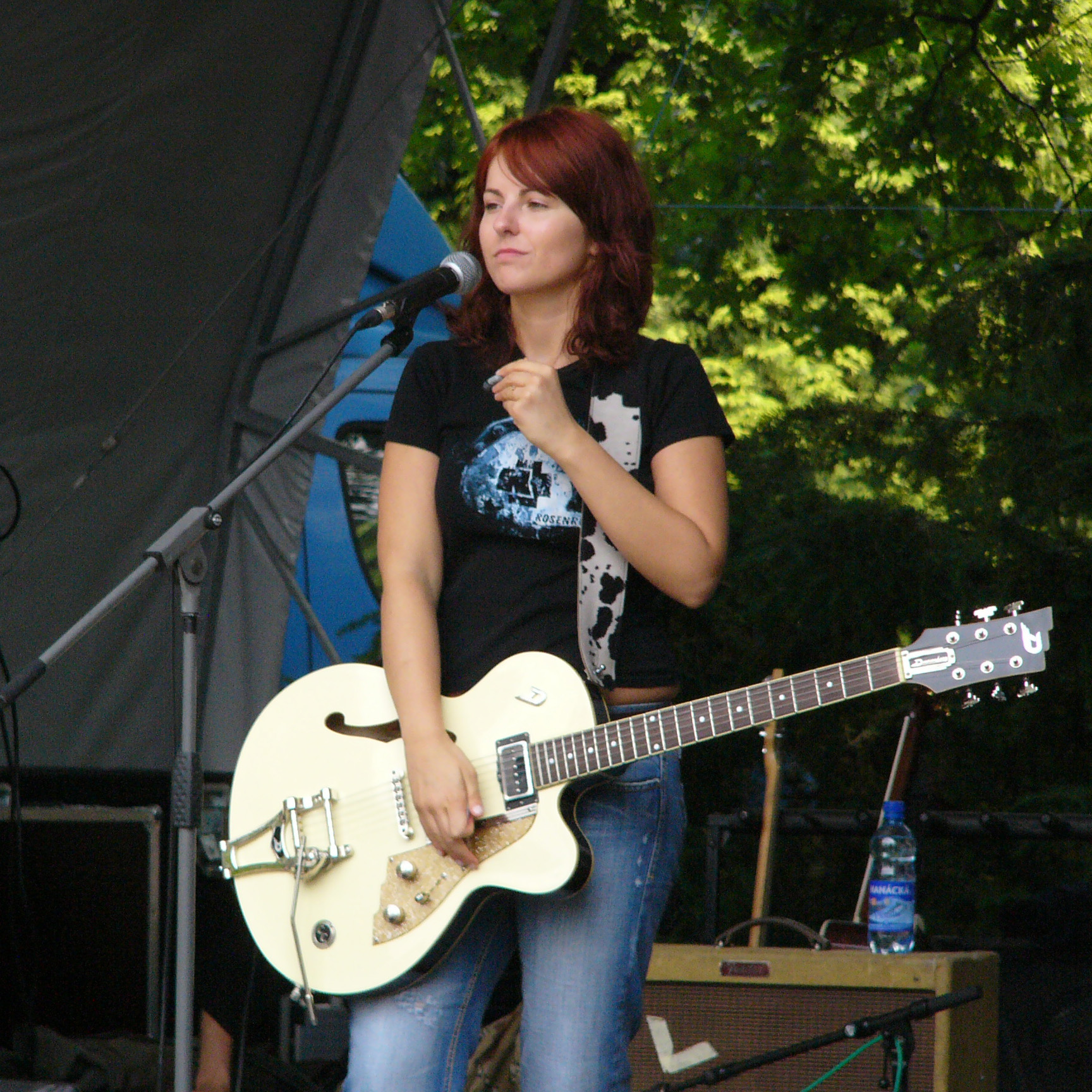
Katarína Knechtová v roce 2007

Skupina PEHA se na slovenské scéně objevila v dubnu roku 1997. Její začátky jsou spojeny s vydavatelstvím Škvrna records. V roce 1998 byla podepsána smlouva s firmou Sony Music Bonton. V lednu roku 1999 vznikla a do rádií i televizí se dostala píseň Diaľkové ovládanie, která se stala po dva měsíce nejhranější písní na Slovensku. Dalším úspěšným singlem byla píseň To sa Ti len zdá a v září roku 1999 bylo vydáno první album Niečo sa chystá. 
V létě roku 2000 skupina koncertovala na turné se skupinou Nocadeň a po turné začala připravovat druhé album. To bylo vydáno až na jaře 2001 a nese název Krajinou. Pilotním singlem se stala písnička Hlava vinná, telo nevinné. V tomtéž roce dostala Katarína Knechtová ocenění Aurel 2001 v kategorii nejlepší zpěvačka. 
V roce 2003 bylo vydáno album Experiment, kde pilotním singlem byla skladba Naoko spím a velkou pozornost si vysloužily i zadumanější skladby Len tak ísť, Hypnotická nebo Slnečná balada. 
Na jaře roku 2004 kapela koncertovala v rámci turné se skupinou Chinaski. 
Další v pořadí již čtvrté řadové album bylo vydáno v roce 2005 už pod novým vydavatelstvím Universal Music a jeho název je Deň medzi nedeľou a pondelkom. Za toto album a úvodní singl Za tebou získala Peha 4 sošky Aurel 2005 v kategoriích nejlepší zpěvačka, nejlepší píseň, nejlepší album a nejlepší kapela. Na Slovensku bylo album za prodejnost oceněno Platinovou deskou a v Česku Zlatou deskou. 
V listopadu roku 2006 vyráží kapela na koncerty v rámci Rubikon tour se skupinou Kryštof. Tomuto turné předchází vydání retrospektivního alba Best Of u bývalého vydavatelství Sony BMG. Rubikon tour vrcholí 9. prosince 2006 koncertem v pražské T-Mobile aréně před více než 9 000 diváky. Závěr roku 2006 je korunován výrazným přílivem českých fanoušků kapely. K tomu se navíc alba Deň medzi nedeľou a pondelkom a Best Of drží v prodejnosti v českých žebříčcích IFPI kolem 15. místa a skladba Spomaľ devět týdnů nepřetržitě vedla žebříček nejhranějších skladeb v českých rádiích.[zdroj?]
Začátkem roku 2007 dosahovala prodejnost alba „Deň medzi nedeľou a pondelkom“ v českých zemích „triplatiny“, tedy přesahovala 30 000 prodaných kusů. Kapela vystupuje na slavnostním večeru k předávání hudebních cen TV Óčko v pražské Lucerně a vyhlášení hudebních cen časopisu Report v Plzni. V průběhu jara 2007 absolvovala PEHA turné po českých koncertních sálech s mimořádným diváckým ohlasem, a to včetně pražského dvojkoncertu v Paláci Akropolis.
Kapela se rozpadá po létě 2008.
V roce 2018 se Peha dočasně vrací na scénu s novou zpěvačkou Karmen Pál-Baláž, finalistkou páté řady Česko Slovenské SuperStar.

## Členové
- Katarína Knechtová, zpěv, kytara, klávesy
- Karol Sivák, elektrická kytara
- Marek Belanský, basová kytara
- Juraj Ondko, klávesy
- Martin Migaš, bicí

## Diskografie
- 1999 – Niečo sa chystá
- 2001 – Krajinou
- 2003 – Experiment
- 2005 – Deň medzi nedeľou a pondelkom
- 2006 – Best Of

## Ocenění
- Objev roku 1999
- Aurel 2001 pro nejlepší zpěvačku
- Aurel 2005 pro nejlepší zpěvačku, nejlepší písničku – Za tebou, nejlepší album – Deň medzi nedeľou a pondelkom a nejlepší kapelu
- Aurel 2006 pro nejlepší písničku – Spomal´
- Slávik 2007 – 3. místo v kategorii skupina roku
- Slávik 2007 – 2. místo v kategorii zpěvačka roku